# پاوئو ناستولا
پاوئو ناستولا (انگلیسی: Paweł Nastula؛ زادهٔ ۲۶ ژوئن ۱۹۷۰) جودوکار اهل لهستان بود.